# ジュリアン・エルファレス
ジュリアン・エルファレス（Julien El Fares、1985年6月1日 - ）は、フランス、エクス＝アン＝プロヴァンス出身の自転車競技（ロードレース）選手。

## 経歴

### 2006年
- コフィディスとトレーニー（育成選手）契約を結ぶ。

### 2008年
- コフィディスとプロ契約を結ぶ。

### 2009年
- ティレーノ〜アドリアティコ 区間優勝（第1ステージ）
- ツール・ド・ワロニー 総合優勝
- ブエルタ・ア・エスパーニャ初出場、総合49位

### 2010年
- ツール・メディテラネアン 区間優勝（第4ステージ）

### 2015年
- ツアー・オブ・ハイナン  山岳賞